# Woodmere (Ohio)
Woodmere é uma aldeia localizada no estado norte-americano do Ohio, no Condado de Cuyahoga.

## Demografia
Segundo o censo norte-americano de 2000, a sua população era de 828 habitantes.
Em 2006, foi estimada uma população de 769, um decréscimo de 59 (-7.1%).

## Geografia
De acordo com o United States Census Bureau tem uma área de 0,9 km², dos quais 0,9 km² cobertos por terra e 0,0 km² cobertos por água.

## Localidades na vizinhança
O diagrama seguinte representa as localidades num raio de 4 km ao redor de Woodmere.